# 潘沟关帝庙
潘沟关帝庙是一座清代古建筑，位于山西省晋城市阳城县润城镇李街村潘沟。
2021年8月4日，潘沟关帝庙公布为第六批山西省文物保护单位，古建筑类，编号6-213。